# Sân bay quốc tế Oradea
Sân bay quốc tế Oradea (IATA: OMR, ICAO: LROD) là một sân bay tọa lạc bên trong vùng đô thị Oradea tây bắc România, hạt Bihor, gần tuyến đường bộ chính và đường ray nối với Hungary. Sân bay này nằm gần đường châu Âu E60.

## Các hãng hàng không và tuyến bay
- Carpatair (Timişoara)
- TAROM (Bucharest-Otopeni)
- Thuê bao: Oradea-Antalya- Oradea- từ 15.06.08-28.09.08